# Лайбинь
Лайбинь (кит. упр. 来宾, пиньинь Láibīn; чжуанск. Leizbingz) — городской округ в Гуанси-Чжуанском автономном районе КНР.

## История
После вхождения этих мест в состав КНР в конце 1949 года был образован Специальный район Лючжоу (柳州专区), в состав которого вошли город Лючжоу и 10 уездов. В декабре 1952 года в провинции Гуанси был создан Гуйси-Чжуанский автономный район (桂西壮族自治区), и Специальный район Лючжоу вошёл в его состав.
В 1953 году Специальный район Лючжоу был расформирован, и эти места перешли в состав Специального района Ишань (宜山专区) Гуйси-Чжуанского автономного района провинции Гуанси. В 1956 году Гуйси-Чжуанский автономный район был переименован в Гуйси-Чжуанский автономный округ (桂西僮族自治州).
В 1958 году автономный округ был упразднён, а вся провинция Гуанси была преобразована в Гуанси-Чжуанский автономный район; при этом был расформирован Специальный район Ишань, и вновь создан Специальный район Лючжоу. В том же году в состав Специального района Лючжоу был передан Даяошань-Яоский автономный уезд из состава Специального района Пинлэ (平乐专区).
В 1960 году уезд Шилун (石龙县) был переименован в Сянчжоу.
В 1962 году из уезда Сянчжоу был выделен уезд Усюань.
В 1966 году Даяошань-Яоский автономный уезд был переименован в Цзиньсю-Яоский автономный уезд.
В 1971 году Специальный район Лючжоу был переименован в Округ Лючжоу (柳州地区).
В июне 1981 года из уезда Лайбинь был выделен городской уезд Хэшань.
19 ноября 2002 года Округ Лючжоу был расформирован, и Цзиньсю-Яоский автономный уезд, городской уезд Хэшань, а также уезды Лайбинь, Синьчэн, Сянчжоу и Усюань образовали городской округ Лайбинь; при этом уезд Лайбинь был расформирован, а на его месте был образован район городского подчинения Синбинь.

## Административно-территориальное деление
Городской округ Лайбинь делится на 1 район, 1 городской уезд, 3 уезда, 1 автономный уезд:
| Карта                                                                  | Карта                          | Карта          | Карта                  | Карта            | Карта         |
| ---------------------------------------------------------------------- | ------------------------------ | -------------- | ---------------------- | ---------------- | ------------- |
| Синбинь Синьчэн Сянчжоу Усюань Цзиньсю-Яоский · автономный уезд Хэшань |                                |                |                        |                  |               |
| Статус                                                                 | Название                       | Иероглифы      | Пиньинь                | Население (2010) | Площадь (км²) |
| Район                                                                  | Синбинь                        | 兴宾区         | Xīngbīn qū             |                  |               |
| Городской уезд                                                         | Хэшань                         | 合山市         | Héshān shì             |                  |               |
| Уезд                                                                   | Синьчэн                        | 忻城县         | Xīnchéng xiàn          |                  |               |
| Уезд                                                                   | Сянчжоу                        | 象州县         | Xiàngzhōu xiàn         |                  |               |
| Уезд                                                                   | Усюань                         | 武宣县         | Wǔxuān xiàn            |                  |               |
| Цзиньсю-Яоский автономный уезд                                         | Цзиньсю-Яоский автономный уезд | 金秀瑶族自治县 | Jīnxiù Yáozú zìzhìxiàn |                  |               |

## Экономика
В округе развиты виноградарство, выращивание сахарного тростника, помело и питайи, производство тростникового сахара (более 10 % китайского производства), кондитерских изделий, рома, бумаги и удобрений, а также сельский туризм.